# 20003 Andorfer
20003 Andorfer è un asteroide della fascia principale. Scoperto nel 1991, presenta un'orbita caratterizzata da un semiasse maggiore pari a 2,264330 UA e da un'eccentricità di 0,005526, inclinata di 8,038939° rispetto all'eclittica.